# Moisés Daniel Hernández
Moisés Daniel Hernández Encarnación (San Juan de la Maguana, 22 de marzo de 1993) es un deportista dominicano que compite en taekwondo.
Ganó una medalla en el Campeonato Mundial de Taekwondo de 2019, y cuatro medallas en el Campeonato Panamericano de Taekwondo entre los años 2016 y 2022. En los Juegos Panamericanos consiguió dos medallas, en los años 2015 y 2019.

## Palmarés internacional
| Campeonato Mundial      | Campeonato Mundial           | Campeonato Mundial | Campeonato Mundial |
| Año                     | Lugar                        | Medalla            | Categoría          |
| ----------------------- | ---------------------------- | ------------------ | ------------------ |
| 2019                    | Mánchester (Reino Unido)     | Medalla de bronce  | –80 kg             |
| Juegos Panamericanos    |                              |                    |                    |
| Año                     | Lugar                        | Medalla            | Categoría          |
| 2015                    | Toronto (Canadá)             | Medalla de plata   | –80 kg             |
| 2019                    | Lima (Perú)                  | Medalla de bronce  | –80 kg             |
| Campeonato Panamericano |                              |                    |                    |
| Año                     | Lugar                        | Medalla            | Categoría          |
| 2016                    | Querétaro (México)           | Medalla de bronce  | –80 kg             |
| 2018                    | Spokane (Estados Unidos)     | Medalla de plata   | –80 kg             |
| 2021                    | Cancún (México)              | Medalla de bronce  | –80 kg             |
| 2022                    | Punta Cana (Rep. Dominicana) | Medalla de bronce  | –80 kg             |